# Nauru
Nauru, ufficialmente Repubblica di Nauru (in inglese Republic of Nauru, in nauruano Repubrikin Naoero), è uno Stato insulare dell'Oceania della Micronesia, indipendente dal 1968, composto da una sola isola di 21,36 km² con 12 018 abitanti.
Nauru è considerata la repubblica indipendente più piccola del mondo, sia per abitanti, sia per superficie, in quanto gli Stati più piccoli (la Città del Vaticano e il Principato di Monaco) non hanno istituzioni repubblicane. È il più piccolo paese non europeo in termini di superficie. Nauru è uno degli Stati al mondo privi di una città capitale, anche se in genere si tende a identificarla con Yaren, che è il distretto maggiormente popolato, nonché sede del governo.
Nauru è membro delle Nazioni Unite, del Forum delle Isole del Pacifico (membro uscente), del Commonwealth delle Nazioni e del Gruppo degli Stati dell'Africa, dei Caraibi e del Pacifico.
Dal 1888 fino al 1919 ha fatto parte dell'Impero coloniale tedesco, facente parte della Nuova Guinea tedesca.

## Etimologia
L'origine della parola Nauru non è nota. Oggi l'isola in lingua locale è chiamata Naoero. Il tedesco Paul Hambruch, che rimase sull'isola dal maggio 1909 fino al novembre del 1910, pensava che la parola Naoero fosse la combinazione delle parole nuau-aa-ororo (in lingua corrente: A arourõ bis nuaw), che significherebbe "Io vado al mare". Alois Kayser, che abitò a Nauru per 30 anni e studiò il nauruano, respinse la spiegazione di Hambruch dichiarando che le basi sulle quali aveva enunciato la tesi erano carenti. L'isola ha avuto molti nomi: i coloni inglesi, che l'avevano scoperta prima nel 1888, la chiamarono Pleasant Island o Gambo Island, mentre sotto la dominazione tedesca venne chiamata Nawodo o Onawero. La parola Nauru è stata coniata più tardi dalla parola Naoero, in modo che gli inglesi potessero pronunciare correttamente il nome dell'isola.

## Storia
Fino alla scoperta dell'isola da parte degli europei, i primi abitanti di Nauru furono polinesiani e melanesiani, organizzati in dodici tribù con a capo un sovrano. I primi europei a scoprire l'isola furono gli inglesi nel 1798 a bordo della nave baleniera Hunter, capitanata da John Fearn. Dopo diversi contatti con gli europei nel corso del XIX secolo, Nauru entrò a far parte della Nuova Guinea tedesca a partire dal 1888 in base alla Convenzione anglotedesca del 1886. Nel 1900 vengono scoperti da Albert Fuller Ellis i giacimenti di fosfati. Durante la prima guerra mondiale, l'isola di Nauru fu occupata dalle truppe australiane e britanniche; nel 1920 la Società delle Nazioni assegnò il territorio, ancora formalmente tedesco, in mandato fiduciario a Regno Unito, Australia e Nuova Zelanda. Ai British Phosphate Commissioners (BPC) vennero assegnati i diritti di sfruttamento delle miniere.
Nel 1940 la marina tedesca affonda cinque navi mercantili e bombarda l'isola danneggiando le miniere. Nel 1942 l'Impero giapponese occupò l'isola, commettendo violenze sulla popolazione: circa 1 200 abitanti vennero deportati come schiavi nell'isola di Chuuk (oggi nella Micronesia); i circa 800 superstiti vennero rimpatriati alla fine della guerra.
Dopo la guerra, l'isola fu amministrata dall'Australia come territorio in Amministrazione fiduciaria delle Nazioni Unite. L'indipendenza fu ottenuta il 31 gennaio 1968, sotto la presidenza di Hammer DeRoburt. I diritti sulle miniere di fosfato vennero acquistati dal Regno Unito nel 1970: il pagamento del diritto consentí a Nauru uno degli standard di vita più elevati del Pacifico.
La ricchezza derivante dall'estrazione del fosfato portò a un periodo di prosperità economica per il paese durante il quale, sapendo che il fosfato si sarebbe esaurito entro mezzo secolo, il governo effettuò molti investimenti all’estero, tra cui la fondazione di Air Nauru e l’acquisto di giacimenti di fosfato in India, i quali, però, si rivelarono quasi tutti un assoluto fallimento, infatti, a causa della diminuzione delle entrate derivanti dal fosfato, Nauru affrontò una crisi economica negli anni '90. Il paese si trovò in una situazione di profondo indebitamento e dovette cercare aiuti finanziari internazionali, andando anche in bancarotta. L'estrazione del fosfato ha provocato gravi danni ambientali all'isola, con la distruzione di gran parte della sua folta vegetazione nativa e le sue spiagge sono minacciate dall'innalzamento dei mari.
Nel 2001 l'isola ha accolto dei profughi che l'Australia non voleva ospitare, in cambio del pagamento di dieci milioni di dollari dal governo di Canberra, inoltre Nauru mantiene un campo profughi di dimensioni considerevoli sulla propria isola, il quale genera entrate fino a 50 milioni di dollari.

### Cronistoria
- 1900: Il geologo Alber Ellis spedisce un frammento di roccia autoctona a un laboratorio di analisi di Sydney: i britannici scoprono che l'isola è ricchissima di fosfati.
- 1906: inizia lo sfruttamento delle miniere di fosfati sull'isola.[7]
- 1914: l'Australia sottrae l'isola all'Impero tedesco di cui era una colonia: gli australiani manterranno il controllo di Nauru fino al 1920.
- 1942-1945: occupazione giapponese. Si costruisce l'aeroporto.
- 1947: l'isola diventa un protettorato australiano.
- 1968: Nauru ottiene l'indipendenza; Hammer DeRoburt è eletto presidente, carica che manterrà fino al 1989.
- 1970: si concludono le trattative con la British Phosphate corporation: Nauru acquista i diritti di sfruttamento delle miniere di fosfati.[7]
- 1993: Australia, Nuova Zelanda e Regno Unito pagano un risarcimento per i danni causati dallo sfruttamento eccessivo dei fosfati.
- 1999: Nauru entra a far parte dell'ONU.
- 2001: viene installato sull'isola un campo d'accoglienza australiano per immigrati clandestini.
- 2004: si aggrava la crisi economica in cui il paese versa da anni.

### Il campo d'accoglienza australiano
Dal 2001 una fonte di incassi per il governo locale è il campo d'accoglienza che l'Australia ha installato sull'isola per portarvi gli immigrati clandestini che raggiungono l'Australia senza permesso via mare. L'operazione si inserisce nell'ambito del programma detto Pacific Solution per bloccare l'immigrazione clandestina e ridurre il numero dei richiedenti asilo che mettono piede nel territorio australiano.
Nel 2001 il cargo norvegese MV Tampa è stato al centro di una disputa diplomatica tra Australia, Norvegia e Indonesia che ha coinvolto l'isola. Alla nave, che trasportava clandestini afgani e iracheni che cercavano asilo politico, è stato impedito di raggiungere l'Australia e sono stati fatti sbarcare a Nauru. Subito dopo, le autorità dell'isola hanno chiuso le frontiere agli stranieri, al fine di evitare il monitoraggio delle condizioni di vita dei rifugiati. Nel dicembre 2003 diverse dozzine di rifugiati iniziarono uno sciopero della fame in protesta per le condizioni di detenzione; lo sciopero venne concluso nel gennaio 2004 quando un'équipe medica australiana visitò i rifugiati.
Preoccupazione è stata espressa dal Commissario delle Nazioni Unite per i rifugiati e ripetute segnalazioni sono state fatte da Amnesty International e da Medici senza frontiere per le condizioni di disagio e precarietà all'interno del centro.

### Inno
L'inno nazionale è intitolato Nauru Bwiema (Nauru nostra patria in nauruano).

## Bandiera
La bandiera di Nauru è su un campo blu separato orizzontalmente da una striscia gialla. Appena sotto di essa, sul lato del pennone, è presente una stella bianca a 12 punte. La stella simboleggia le dodici tribù originarie dell'isola, e la sua posizione sotto l'equatore (la striscia gialla), circondata dal blu dell'oceano Pacifico.

## Geografia

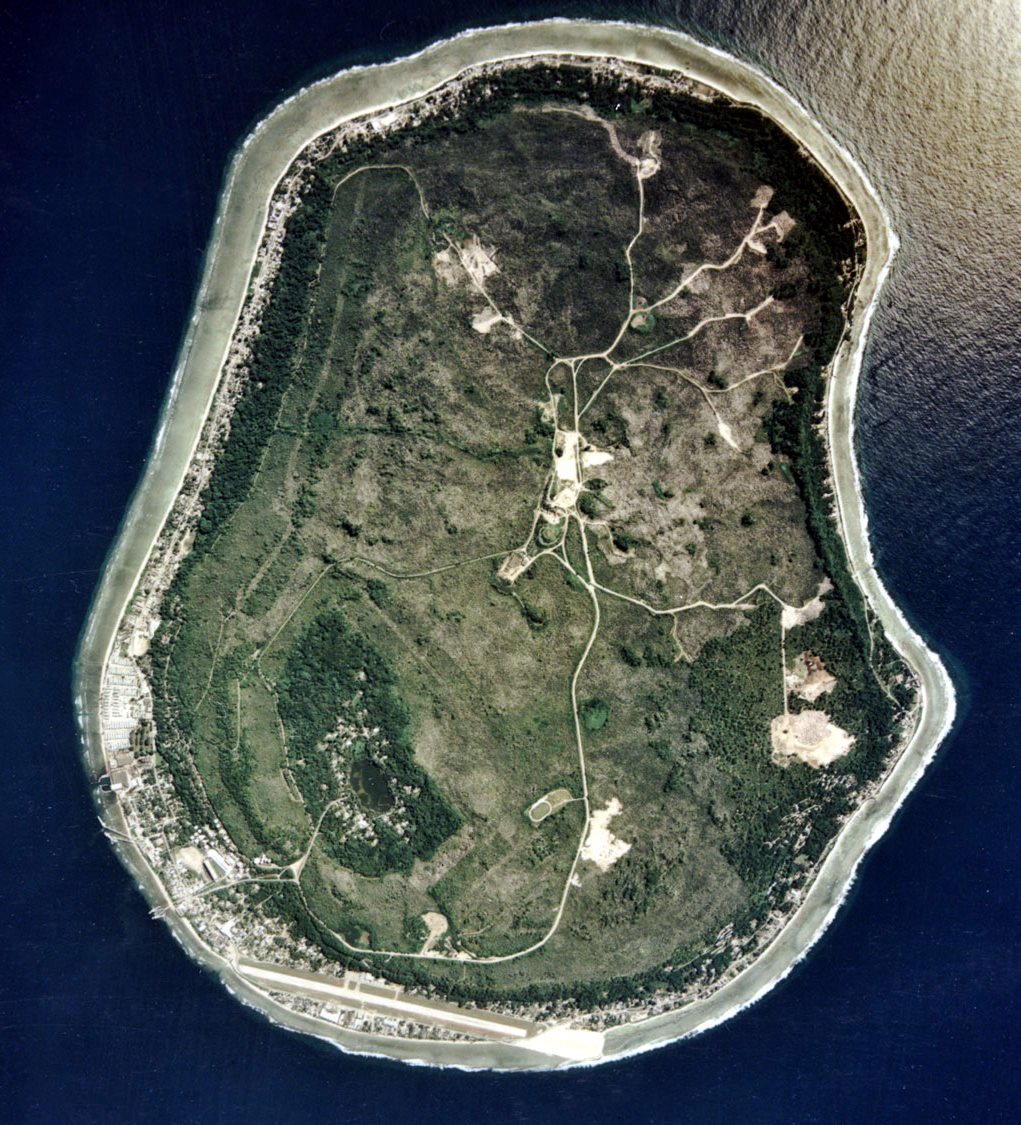
Nauru, immagine satellitare

L'isola di Nauru ha una superficie complessiva di 21,3 km². È prevalentemente pianeggiante con alcuni rilievi di piccola entità nell'entroterra. Per quanto riguarda l'idrografia, di rilievo c'è soltanto la laguna di Buada. L'isola è circondata dall'oceano Pacifico meridionale.
Anni e anni di sfruttamento intenso e sconsiderato delle miniere di fosfati hanno reso l'isola, una volta lussureggiante, una miniera a cielo aperto; ne hanno risentito la precedente flora e fauna. Il clima tropicale è mutato a causa della distruzione della vegetazione per far posto alle miniere, e si manifestano frequentemente periodi di siccità.

## Società
La popolazione è in maggioranza autoctona e presenta caratteri a metà tra quelli polinesiani e quelli melanesiani. Tuttavia è percentualmente scarsa a causa dell'immigrazione di cinesi, filippini, abitanti di altre isole del Pacifico ed europei giunti sull'isola per l'estrazione dei fosfati. Gli stranieri costituiscono il 42% della popolazione.

### Demografia
- Struttura della popolazione
  - 0-14 anni: 39,6% (M 2 515; F 2 366)
  - 15-64 anni: 58,7% (M 3 578; F 3 656)
  - 65+: 1,7% (M 108; F 106)
- Distribuzione per sesso (maschi/femmine)
  - alla nascita: 1,05
  - sotto i 15 anni: 1,06
  - 15 – 64 anni: 0,98
  - 65+: 1,02
  - totale popolazione: 1,01
- Dinamica demografica
  - Tasso di crescita della popolazione: 1,78%
  - Tasso di nascita: 26,6 nascite/1 000 abitanti
  - Tasso di morte: 7,06 morti/1 000 abitanti
  - Tasso di migrazione netta: 0 migranti/1 000 abitanti
  - Mortalità alla nascita: 10,52 morti/1 000 nati vivi
  - Aspettativa di vita alla nascita: 63,4 anni (M 59,9; F 67,2)
  - Tasso di fertilità: 3,5 figli nati/donna

### Etnie
- Nauruani: 58%
- Altre etnie del Pacifico: 26%
- Cinesi: 8%
- Europei: 8%

### Religione
La religione predominante fra la popolazione è quella cristiana; due terzi dei fedeli sono protestanti e un terzo è cattolico. La Denominazione che conta più fedeli è la Chiesa cristiana congregazionale di Nauru, protestante.

### Lingue
Il nauruano è la lingua ufficiale. L'inglese è ampiamente compreso, parlato ed utilizzato negli atti ufficiali e negli scambi commerciali.

## Ordinamento dello Stato

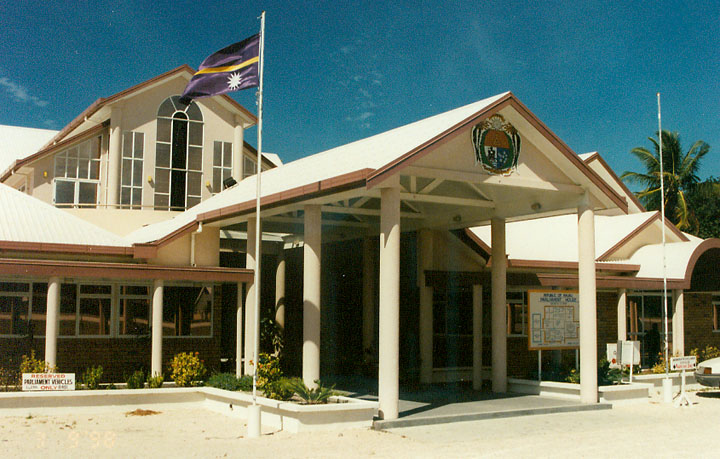
Il Parlamento di Nauru

Indipendente dal 1968, Nauru è una repubblica presidenziale. È membro del Commonwealth e dal 1999 dell'ONU.
Il Parlamento di Nauru è composto da 19 membri, eletti ogni tre anni. Il voto è obbligatorio per i cittadini con almeno 20 anni. Il Parlamento elegge al proprio interno un presidente, che designa un esecutivo di massimo cinque membri. Il Presidente è allo stesso tempo Capo di Stato e Capo del governo. La Costituzione di Nauru è stata adottata il 31 gennaio 1968.
L'ordinamento giudiziario è basato sulla common law britannica e sulle leggi del Parlamento. Il massimo organo di esercizio del potere giudiziario è la Corte Suprema.

### Suddivisione amministrativa
Nauru è diviso in 14 distretti:
- Aiwo
- Anabar
- Anetan
- Anibare
- Baiti
- Boe
- Buada
- Denigomodu
- Ewa
- Ijuw
- Meneng
- Nibok
- Uaboe
- Yaren

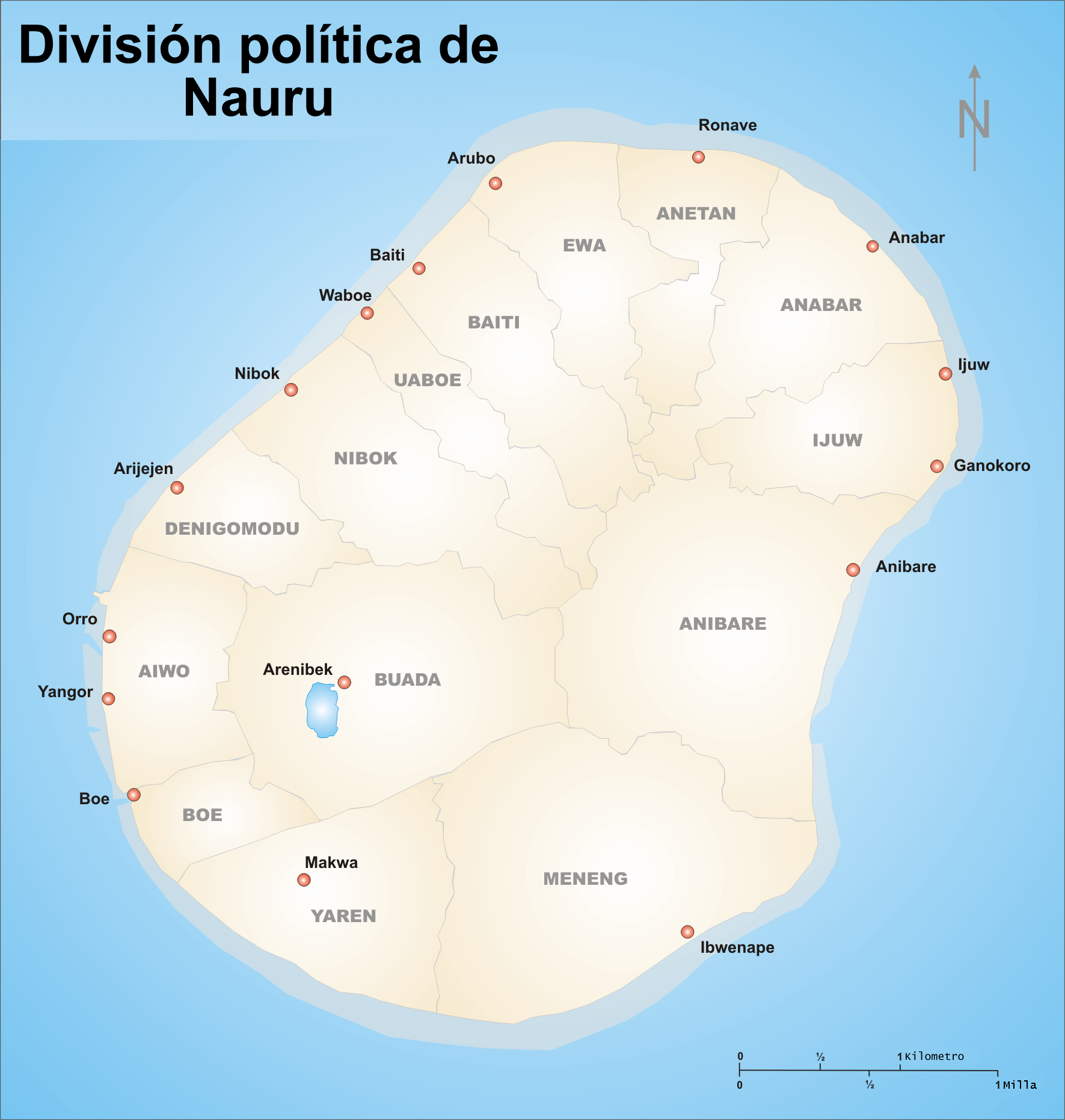
Distretti di Nauru

Nauru è l’unico Stato al mondo a non avere una capitale ufficiale, ma il centro più importante è sicuramente Yaren, dove risiede il Governo.
Altre città importanti sono Aiwo e Denigomodu.

### Istituzioni

#### Ordinamento scolastico
Il livello di alfabetizzazione è molto alto, circa il 99%. Nella piccola repubblica dell'oceano Pacifico è presente un Campus Universitario dell'Università del Pacifico del Sud (University of the South Pacific), aperto nell'ottobre del 1987 nel Distretto di Aiwo. Le materie insegnate sono: Accounting (ovvero Contabilità), Management, Bachelor of Education (Primary) (ovvero Baccellierato per l'istruzione primaria), Early childhood education (Educazione della prima Infanzia), English and library and informational studies.

#### Sistema sanitario
L'apparato sanitario è discreto, lo dimostrano i buoni dati sociali sulla popolazione: i tassi di morte, nascita e crescita sono abbastanza vicini a quelli dei paesi sviluppati, la mortalità infantile è molto bassa. La durata media della vita è ancora modesta, 62 anni per le donne e 58 per gli uomini. Grave la situazione del diabete, patologia per altro sconosciuta nell'isola prima del 1922: il 40% dei nauruani soffre di diabete mellito di tipo 2. Secondo l'organizzazione mondiale della sanità (OMS), la percentuale di persone in sovrappeso a Nauru è del 94,5%, la più alta al mondo, tanto da aver fatto entrare il piccolo Stato nel Guinness dei primati. Inoltre il 71,1% della popolazione è clinicamente obesa (ovvero con un indice di massa corporea maggiore o uguale a 30) secondo i dati dell'Organizzazione Mondiale della Sanità (2008). Alla luce di questi dati non sorprende quindi che vi sia una così alta prevalenza di diabete mellito di tipo 2, che riconosce tra i suoi fattori di rischio proprio l'obesità e il sovrappeso.

#### Pubblica sicurezza
Il mantenimento e la tutela della pubblica sicurezza sono affidati a un corpo disarmato di circa 80 agenti denominato Nauru Police Force.

## Politica

### Politica interna
Nonostante le sue dimensioni molto ristrette in termini di superficie e popolazione, Nauru ha conosciuto una notevolissima vivacizzazione della scena politica: la fine degli anni novanta è infatti stata contrassegnata dall'avvicendamento di più capi dell'esecutivo, senza che quasi nessuno riuscisse a mantenere la propria carica per più di qualche mese. L'isola vive in condizioni politiche instabili e tese, a causa della preoccupazione che regna sul futuro ambientale ed economico dello Stato, e grava quindi sulla classe di governo.
Vige un sistema multipartitico, tuttavia le differenze tra le varie posizioni sono minime. I principali partiti sono il Partito Democratico, il Partito del Centro e il partito Nauru First.
Tra il 1999 e il 2004 una serie di voti di sfiducia al governo hanno condotto a elezioni che hanno portato ad alternarsi alla presidenza René Harris e Bernard Dowiyogo. Dowiyogo morì in carica il 18 marzo 2003 durante un intervento cardiochirurgico a Washington. Nelle elezioni del 29 maggio 2003, è stato eletto Ludwig Scotty, al quale è stata ritirata e successivamente riconcessa la fiducia.
Scotty il 1º ottobre 2004 dichiarò lo stato d'emergenza e sciolse il Parlamento che aveva rifiutato di approvare la legge finanziaria. Le elezioni anticipate del 24 ottobre favorirono il suo Partito Riformista che ottenne un'ampia maggioranza.

### Politica estera
A seguito dell'indipendenza, nel 1968, Nauru fu ammessa come membro aggregato del Commonwealth delle nazioni, per poi diventare membro effettivo nel 1999. Nel 1991 l'isola si associò all'Asian Development Bank e nel 1999 fu ammessa alle Nazioni Unite. Nauru è anche membro del South Pacific Regional Environment Programme, della Comunità del Pacifico e della South Pacific Applied Geoscience Commission. Nel febbraio 2021, Nauru ha annunciato il suo ritiro dal Forum delle isole del Pacifico, unitamente alle Isole Marshall, a Kiribati e agli Stati Federati di Micronesia, in polemica con la nomina di Henry Puna a segretario generale dell'organizzazione.

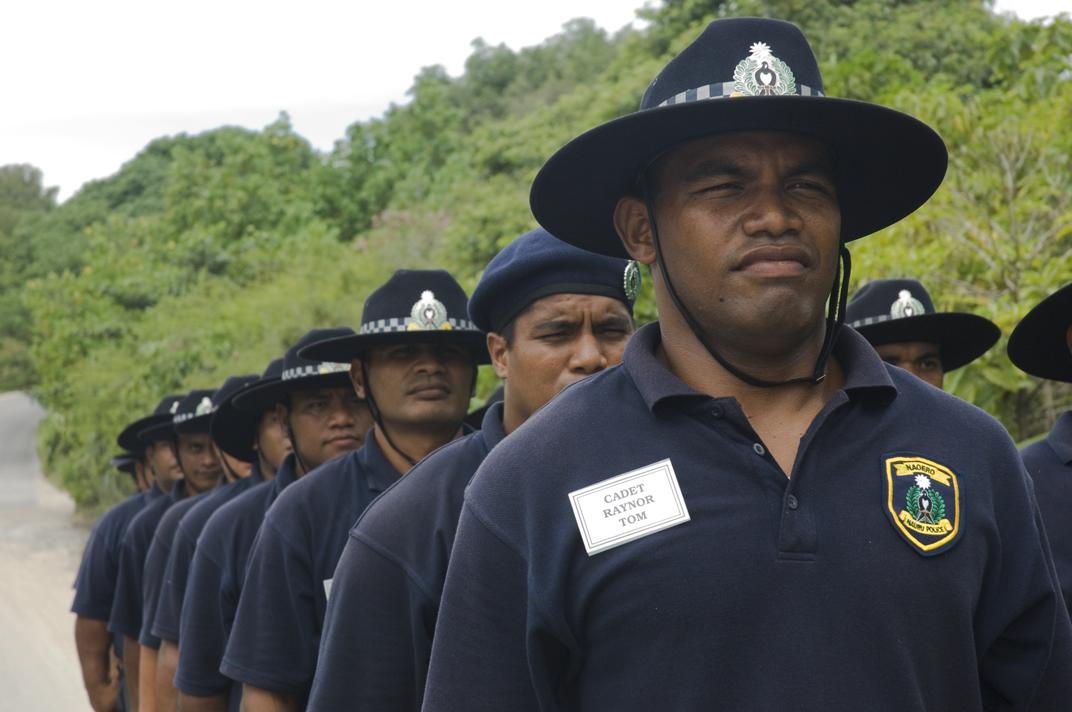
Cadetti della polizia di Nauru durante l'addestramento. L'isola non dispone di proprie forze armate, ma unicamente di forze dell'ordine civili.

Nauru gestisce un proprio corpo di polizia civile, mentre non dispone di proprie forze armate: è l'Australia a occuparsi della difesa dell'isola, a seguito di un accordo informale tra i rispettivi governi. I legami tra Nauru e Australia sono perlopiù disciplinati nel memorandum d'intesa siglato a settembre 2005, nel quale il governo di Canberra si è impegnato a fornire alle istituzioni di Yaren aiuti finanziari e assistenza di varia natura, nominando tra l'altro un Commissario alle Finanze (che coadiuva i politici locali nel preparare il bilancio statale) e consulenti nei campi della salute e dell'istruzione. In cambio, Nauru mantiene sul proprio territorio un campo d'accoglienza per immigrati irregolari respinti dall'Australia e/o in attesa di regolarizzazione, le cui condizioni giudicate molto precarie non mancano di suscitare polemiche. Nel memorandum trova fondamento anche l'impiego del dollaro australiano come valuta corrente a Nauru.
Essenzialmente allo scopo di raccogliere fondi con cui migliorare i propri conti, Nauru ha avuto un approccio ambivalente nei confronti della situazione cinese: dopo aver riconosciuto per oltre trent'anni Taiwan come legittimo governo di tutta la Cina, il 21 luglio 2002 decise di disconoscere la propria decisione e ruppe i rapporti con la Cina "repubblicana" per allacciare rapporti con la Cina "popolare", siglando un accordo col governo di Pechino, che in cambio versò a Yaren un finanziamento di 130 milioni di dollari USA. Dopo meno di tre anni, il 14 maggio 2005, Nauru tornò sui suoi passi e riconobbe nuovamente Taiwan a scapito di Pechino. Ancora il 15 gennaio 2024 Nauru decise di riabbracciare le posizioni pechinesi: la Cina "popolare" andò quindi a riaprire la sua ambasciata, mentre Taipei ritirò la propria delegazione.
Nel 2008 Nauru fu tra i primi paesi a riconoscere l'indipendenza del Kosovo, mentre un anno dopo imitò Russia, Nicaragua e Venezuela, nel riconoscere l'indipendenza dell'Abcasia dalla Georgia, pare in cambio di una donazione di aiuti umanitari del valore di 50 milioni di dollari versata dal governo di Mosca. Il 15 luglio 2008 Nauru annunciò l'avvio del potenziamento delle proprie strutture portuali, grazie a un ulteriore finanziamento russo da 9 milioni di dollari; il governo di Yaren tuttavia smentì che il versamento fosse una "moneta di scambio" per ottenere il riconoscimento, oltre che dell’Abcasia, anche quello dell’Ossezia del Sud. Di lì a poco, entrambe le regioni separatiste aprirono proprie “ambasciate” sull’isola.
A Nauru opera una stazione di monitoraggio climatico, installata e mantenuta ad opera dell'Atmospheric Radiation Measurement Research Facility, struttura scientifica legata al dipartimento dell'energia degli Stati Uniti d'America.

## Economia
La moneta utilizzata è il dollaro australiano.
I giacimenti di fosfati, che hanno fatto la fortuna dell'isola (con una produzione di 2 milioni di tonnellate l'anno), sono ormai quasi esauriti e non sembra ci siano altre possibilità di entrate per l'economia locale, vista la scarsa lungimiranza dell'apparato politico che ha visto la quasi totale assenza di diversificazione e stratificazione dell'economia durante i tempi più floridi e unitamente alla povertà di materie prime e di terreno coltivabile. Nauru deve importare la grande maggioranza degli alimenti e dispone di un solo impianto di dissalazione per ricavare acqua potabile. Di conseguenza il debito estero è cresciuto oltre le capacità produttive.
In previsione dell'esaurimento delle miniere, quote rilevanti dei proventi dalle esportazioni di fosfati e dalla cessione dei diritti di pesca nelle acque territoriali sono state investite in fondi di investimento internazionali. Un'ulteriore fonte di reddito era rappresentata dagli affitti della Nauru House, uno dei più alti edifici di Melbourne, costruito con i profitti dei fosfati. Nel 2004 la Nauru House è stata venduta assieme ad altre proprietà pubbliche per oltre 150 milioni di dollari per rimborsare alcuni creditori.
Al fine di ridurre la spesa pubblica, il governo ha bloccato i salari pubblici, ha ridotto gli organici, ha privatizzato numerose agenzie e ha chiuso alcuni consolati. Risulta particolarmente difficile reperire le risorse per il pagamento dei dipendenti pubblici, per continuare a finanziare lo Stato sociale introdotto nel periodo della florida estrazione dei fosfati e per il recupero ambientale delle miniere. Considerando che agli abitanti lo Stato non impone tasse, il livello dell'indebitamento, anche verso creditori privati internazionali, è molto alto.
Il governo ha cercato di rendere il paese un paradiso fiscale, incoraggiando la registrazione di imprese e banche in regime di offshore; ciò ha consentito l'afflusso di decine di miliardi di dollari sui conti bancari, prevalentemente dalla Russia. Gli USA hanno chiesto di sopprimere il regime di paradiso fiscale in cambio di un intervento finalizzato a modernizzare le infrastrutture del paese. L'accordo richiedeva anche l'apertura di un'ambasciata di Nauru in Cina (al tempo infatti la piccola repubblica isolana intratteneva rapporti diplomatici con Taiwan, poi interrotti da gennaio 2024 appunto per allacciarli con Pechino). Così il governo nauruano ha attuato una riforma della legge bancaria, ma gli USA hanno disconosciuto l'accordo. È stata interessata una Corte di giustizia australiana della questione, che ha dato una prima sentenza a favore di Nauru. Unitamente a Filippine, Isole Cook, Liberia, Belize, Montserrat, Isole Marshall, Niue, Panama, Vanuatu, Brunei, Costa Rica, Guatemala e Uruguay, fa parte delle 14 giurisdizioni che, in base all'ultimo Rapporto del giugno 2010 dell'Organizzazione con sede a Parigi, ancora figurano nella cosiddetta lista grigia dell'OCSE sotto la voce tax haven e centri finanziari. Anche il sistema fiscale italiano, col Decreto Ministeriale 04/05/1999, l'ha inserita tra gli Stati o Territori aventi un regime fiscale privilegiato, cosiddetta Black List o lista nera, ponendo quindi limitazioni fiscali ai rapporti economico commerciali che si intrattengono tra le aziende italiane ed i soggetti ubicati in tale territorio.
Nel terzo millennio l'Australia si è fatta carico di amministrare le dissestate finanze di Nauru, che comunque rischia di perdere la propria indipendenza: alla crisi economica si è infatti accompagnata una crisi politica, con un conseguente aumento di instabilità.
La riconversione delle miniere e l'identificazione di nuove fonti di reddito in grado di sostituire quella dei fosfati sono seri problemi di lungo periodo. Già nel 1964 gli abitanti rifiutarono la proposta di trasferirsi su un'isola australiana, ma è ormai evidente che la fine dell'industria estrattiva renderà a breve impossibile mantenere una densità di popolazione elevata. Altre tipologie di attività, come l'agricoltura e il turismo, non sono in grado di mantenere il paese a causa dell'impoverimento dell'ecosistema in seguito all'eccessivo sfruttamento delle miniere di fosfati, che ha reso l'isola perlopiù arida.
- Statistiche
  - PIL pro-capite a parità di potere d'acquisto: US$ 5 000 (2001, stima).
  - Tasso di inflazione: 3,6% (1993).
  - Debito estero: US$ 33,3 milioni.
  - Esportazioni: US$ 25,3 milioni (1991). Principalmente fosfati verso Nuova Zelanda, Australia, Corea del Sud (2000).
  - Importazioni: US$ 21,1 milioni (1991). Principalmente cibo, combustibili, materiali per costruzioni, macchinari, da Australia, USA, Regno Unito, Indonesia, India (2000).
  - Tasso di disoccupazione: 23% (da: https://www.cia.gov/library/publications/the-world-factbook/geos/nr.html Archiviato il 17 settembre 2008 in Internet Archive.)
  - Principali settori economici: estrazione dei fosfati, pubblica amministrazione, trasporti, produzione di noci di cocco.
  - Elettricità: produzione (combustibili fossili) e consumo intorno a 30 GWh (2000).

### Trasporti
Vi è una strada che corre lungo il perimetro dell'isola (Island Ring Road), lunga 17 km, ed è presente un aeroporto a Yaren, dal quale si operano voli da e per l'Australia, le Isole Marshall, le Figi, le Palau, le Kiribati e gli Stati Federati di Micronesia. La compagnia di bandiera di Nauru è Nauru Airlines, in precedenza denominata Air Nauru (prima di una temporanea bancarotta) e Our Airline, ed è l'unica compagnia a servire l'isola con regolari voli di linea e servizi cargo. Per muoversi all'interno dell'isola sono disponibili pochi veicoli a noleggio, la cui operatività dipende dalla quantità di carburante disponibile. Dal 1907 è in esercizio, a periodi alterni, anche una linea ferroviaria ad uso minerario. Nauru dispone di due porti marittimi attrezzati, il primo ad Aiwo, il secondo ad Anibare: nessuno di essi può accogliere natanti di grosso tonnellaggio.

### Turismo
Sull'isola sono presenti due hotel, l'OD-N-Aiwo Hotel, sito nel distretto di Aiwo, e il Menen Hotel, locato nel distretto di Anibare. Quest'ultimo è il più costoso dei due, ospitando 119 camere e ristoranti thailandesi e cinesi, oltre all'unica discoteca di Nauru.

## Aspetti culturali
Nel corso del XX secolo si è distinta la scrittrice Margaret Hendrie, mentre in ambito musicale l'ex presidente di Nauru Baron Waqa.

### Cucina
Noci di cocco e frutti di mare hanno un ruolo importante nella gastronomia nauruana.

## Ricorrenza nazionale
- 31 gennaio: Independence Day: si celebra l'indipendenza da Regno Unito, Australia e Nuova Zelanda, nel 1968.